# Delphinium confusum
Delphinium confusum är en ranunkelväxtart som beskrevs av Mikhail Grigoríevič Popov. Delphinium confusum ingår i släktet storriddarsporrar, och familjen ranunkelväxter. Inga underarter finns listade i Catalogue of Life.